# Ponte Clementino
Il Ponte Clementino è uno dei monumenti simbolici di Civita Castellana e offre uno dei panorami più suggestivi del borgo.
La costruzione sorvola una profonda forra sul cui fondale scorre il Rio Maggiore, che dà il nome alla valle. Con un’altezza di 40 metri e una lunghezza di 90 metri è stato, sia in passato che oggi, soggetto di artisti e pittori.

## La storia
Costruito nel 1709 per ordine di Papa Clemente XI, il ponte unisce due crinali di tufo e collega il centro storico alla parte nuova di Civita Castellana.
Il progetto fu affidato all’architetto romano Filippo Barigioni, lo stesso che costruì l’acquedotto di Nepi. Appena completato, il ponte diviene subito un importante luogo di passaggio del Lazio e si collega alla Via Flaminia.

## La struttura
Formato da una particolare doppia arcata, il ponte venne parzialmente ricostruito dopo la piena del 1861, poco dopo la nascita dello Stato Italiano. In quell’occasione, oltre a essere abbassato da 54 a 40 metri, venne costruita una bella porta con stemma in travertino. La porta, ritratta in quadri e foto, venne abbattuta nel 1911 per il passaggio della tramvia.